# Geny homeotyczne
Geny homeotyczne, geny homeoboksowe (ang. homeobox genes, z gr. ηομεος = podobny, zob. też geny Hox) – grupa genów kontrolujących rozwój morfologiczny poszczególnych części ciała w początkowych stadiach rozwoju zarodkowego, zarówno u bezkręgowców jak i kręgowców. Mutacje w obrębie tych genów zazwyczaj nie wpływają negatywnie na układ segmentów ciała, ale prowadzą do stanu określanego mianem homeosis, w którym określony segment zostaje zastąpiony przez inny. Wynika to z tego, że w przypadku takiej mutacji niektóre komórki otrzymały w czasie rozwoju zarodka błędną informację pozycyjną i dlatego zachowują się w niewłaściwy dla siebie sposób. Geny homeotyczne niższych bezkręgowców oznacza się HOM, u wtóroustych – Hox, a u człowieka – HOX.

## Odkrycie
Geny homeotyczne zostały odkryte w 1983 roku przez niezależnie pracujące zespoły Waltera Jakoba Gehringa z Uniwersytetu w Bazylei, i Matthew Scotta i Amy Weiner, pracujących z Thomasem Kaufmanem na Indiana University w Bloomington.
Dokonano tego dzięki zastosowaniu mutagenezy skierowanej na poszukiwanie fenotypów z zaburzonym wzorem rozwojowym. Mutanty homeotyczne często wykazują dosyć spektakularne i dziwaczne fenotypy, takie jak np. występowanie odnóży krocznych w miejscu czułków.

## Budowa
Wszystkie geny homeotyczne posiadają tzw. kasetę homeo (homeobox), czyli swoistą, wysoce konserwatywną ewolucyjnie sekwencję nukleotydową. Homeobox tworzy około 180 pz. Odcinek białka kodowany przez kasetę określa się jako homeodomenę; białkowe produkty kasety homeo są regulatorami genów odpowiadających za rozwój poszczególnych segmentów ciała organizmu w okresie zarodkowym. Białka homeotyczne zaliczane są do czynników transkrypcyjnych. Uważa się, że mutacje homeotyczne przyczyniają się do zmian ekspresji zespołów zależnych od siebie genów, tworzących alternatywne szlaki rozwojowe. Geny homeotyczne stanowią "przełączniki" dla poszczególnych szlaków ekspresji przez co sprawują kontrolę nad genami, działającymi w następnym etapie rozwoju organizmu.
Nieco inaczej sytuacja wygląda w przypadku roślinnych genów homeotycznych. Rośliny kodują pokrewny czynnik transkrypcyjny, który zawiera odmienny moduł wiążący DNA nazywany kasetą MADS (ang. MADS box). Tego rodzaju czynniki transkrypcyjne występują także u zwierząt (przykładem jest czynnik transkrypcyjny MEF2, który odpowiada za regulację rozwoju mięśni).
Najlepiej geny homeotyczne poznano u Drosophila melanogaster. U tego owada zgrupowane są one w dwa kompleksy na chromosomie 3:
- antennapedia(inne języki) (ANT-C), wyznaczający różnice morfologiczne między segmentem głowowym a segmentami tułowiowymi, obejmujący pięć genów (Antp, Scr, Dfd, Pb i lab)
- bithorax (BC-X), wyznaczający różnice morfologiczne między tułowiem a odwłokiem, obejmujący trzy geny (Ultrabithorax, Abdominal-A i Abdominal-B).

Geny homeotyczne kompleksu ANT-C i BX-C i odpowiadające im segmenty ciała Drosophila melanogaster.

U kręgowców geny należące do rodziny genów homeotycznych można podzielić na dwie grupy:
- geny homeotyczne klasy I (skupione geny homeotyczne);
- nieskupione geny homeotyczne, rozproszone w obrębie całego genomu.

Roślinne geny homeotyczne odpowiedzialne są za prawidłowy rozwój kwiatów. 
Geny homeotyczne klasy I u człowieka tworzą cztery grupy:
| Grupa               | Locus        | Geny                                                                           |
| HOXA (HOX1) - HOXA@ | chromosom 7  | HOXA1, HOXA2, HOXA3, HOXA4, HOXA5, HOXA6, HOXA7, HOXA9, HOXA10, HOXA11, HOXA13 |
| HOXB - HOXB@        | chromosom 17 | HOXB1, HOXB2, HOXB3, HOXB4, HOXB5, HOXB6, HOXB7, HOXB8, HOXB9                  |
| HOXC - HOXC@        | chromosom 12 | HOXC4, HOXC5, HOXC6, HOXC8, HOXC9, HOXC10, HOXC11, HOXC12, HOXC13              |
| HOXD - HOXD@        | chromosom 2  | HOXD1, HOXD3, HOXD4, HOXD8, HOXC9, HOXD10, HOXD11, HOXD12, HOXD13              |

## Właściwości genów homeotycznych
W przypadku Drosophila geny homeotyczne tworzą zwarty kompleks w genomie. Przestrzenno-czasowa kolejność ekspresji genów kompleksu HOM jest praktycznie zgodna z ich ułożeniem w chromosomie. Zjawisko to nazywane jest kolinearnością, aczkolwiek jego molekularna podstawa jest nadal nieznana. U Drosophila geny homeotyczne ulegają ekspresji wedle specyficznego wzorca, w którym geny eksprymowane w tylnych regionach zarodka nakładają się nieco na obszary ekspresji genów eksprymowanych w przednim obszarze ciała. Z kolei inne geny homeotyczne ulegają ekspresji na przodzie zarodka tak, że natężenie ekspresji stopniowo maleje wzdłuż osi przednio-tylnej zarodka, by ostatecznie uległa ona zahamowaniu w częściach położonych najbardziej z tyłu organizmu. Zjawisko to nazywane jest dominacja tylną i polega na tym, że ekspresja danego genu homeotycznego jest ujemnie regulowana przez geny ulegające ekspresji w tylnym obszarze zarodka. Podsumowując można zestawić podstawowe cechy genów homeotycznych:
- Kontrolują specyfikację regionalną wzdłuż osi przód-tył zarodka
- Mutacje w ich obrębie prowadzą do homeosis
- Kodowane przez nie białka są czynnikami transkrypcyjnymi, zawierającymi homeodomenę
- Ulegają ekspresji wedle charakterystycznego wzoru
- Są mapowane jako pojedynczy kompleks genów a ich ułożenie jest konserwatywne ewolucyjnie
- Zachodzą zjawiska kolinearności i dominacji tylnej
- Aktywność genów homeotycznych jest regulowana przez kwas retinowy

## Regulacja ekspresji genów homeotycznych
Geny homeotyczne wykorzystują mechanizmy oparte na remodelingu chromatyny w celu utrzymanie swej ekspresji.
Sam wzór ekspresji jest utrwalany przez modyfikację struktury chromatyny przy wykorzystaniu aktywności białkowych produktów genów trithorax i Polycomb. Białka te mają zdolność do łączenia się z chromatyną i są względem siebie antagonistyczne. Białko Polycomb wiąże się z nieaktywną transkrypcyjnie chromatyną i remodeluje jej strukturę w taki sposób, że locus genu jest konstytutywnie (trwale) zablokowane. Jest ono konserwatywne ewolucyjnie oraz posiada chromodomenę, która jest  w stanie wiązać się ze zmetylowanymi histonami. Natomiast białko Trithorax oddziałuje z aktywną transkrypcyjnie chromatyną i utrzymuje ją w stanie gotowości; do swojej aktywności wymaga ATP (innymi słowy jest białkiem ATP-zależnym). Oczywiście białka te działają nie samodzielnie, a są składnikami złożonych kompleksów białkowych. Modyfikacje wyznaczone i utrzymywane przez wyżej opisane białka są dziedziczone w kolejnych rundach replikacyjnych. W ustalaniu wzorca ekspresji ważną rolę odgrywa metylacja histonów a dokładniej niektórych reszt lizyny w histonie H3.

## Roślinne geny homeotyczne

Model ABC

Pomimo że kwiaty często charakteryzują się bardzo złożoną budową i rozmaitymi typami symetrii, to najprostsze kwiaty obupłciowe mają symetrię promienistą i można w nich wyróżnić cztery koncentryczne okółki (wymienione w kolejności od brzegu kwiatu do jego środka): działek kielicha, płatków, pręcików oraz owocolistków. Tożsamość określonych części kwiatu jest określona poprzez ekspresje genów homeotycznych, decydujących o położeniu poszczególnych okółków. W ramach tzw. modelu ABC zakłada się obecność trzech klas genów homeotycznych (są to odpowiednio klasy A, B, C). Ekspresja każdej z nich zachodzi w dwóch sąsiadujących ze sobą okółkach. Odkryć tych dokonano, badając fenotypy mutantów homeotycznych o zaburzonym układzie okółków w kwiecie. W przypadku Arabidopsis thaliana, znanej rośliny modelowej w badaniach genetycznych wykryto co najmniej pięć genów homeotycznych odpowiedzialnych za rozwój kwiatu.